# The Sydney Morning Herald
The Sydney Morning Herald ist eine der führenden australischen Tageszeitungen. Sie wird in Sydney oft kurz Herald genannt und mit SMH abgekürzt. Die erstmals 1831 als Wochenzeitung The Sydney Herald veröffentlichte Publikation ist die älteste existierende Zeitung des Kontinents.
Der Herald ist ein klassisches Broadsheet. Er erscheint also im klassischen Format von Qualitätszeitungen im englischsprachigen Kulturraum. Dies entspricht etwa dem Format deutscher Abonnementszeitungen. Ursprünglich war der Herald konservativ ausgerichtet. Besonders durch die Konkurrenz von The Australian und der News Corporation von Rupert Murdoch wandelte sich der Herald zu einem eher linksliberalen Blatt. Mit einer Auflage von etwa 212.000 im März 2006 (Samstagsausgabe: 365.000) ist er nach dem Boulevardblatt Daily Telegraph, ebenfalls aus dem Hause Murdoch, die zweitgrößte Zeitung der Vier-Millionenmetropole Sydney.

## Geschichte

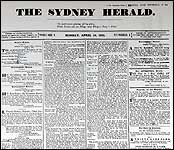
The Sydney Morning Herald #1

Der Sydney Herald wurde 1831 als Wochenzeitung von ehemaligen Mitarbeitern der Sydney Gazette, der seit 1803 veröffentlichten ersten australischen Zeitung, gegründet und erschien erstmals am 18. April des Jahres mit einer Auflage von 750 Exemplaren. Der Herald ist die älteste noch existierende Zeitung Australiens. Seit 1840 erscheint er täglich. 1841 übernahm der englische Einwanderer John Fairfax die Zeitung. Dessen Nachkommen kontrollierten sie bis 1990, wenngleich sie 1957 in eine Aktiengesellschaft umgewandelt wurde.
1987 versuchte der 26-jährige Warwick Fairfax, Ur-Urenkel von John Fairfax, die Zeitung mit der mittlerweile zu ihr gehörenden Verlagsgruppe in seinen Alleinbesitz zu bringen. Durch die Anhäufung von Schulden in Höhe von 1,7 Milliarden australischen Dollar kollabierte die Firma schließlich im Dezember 1990. Eine Rezession in jenen Jahren beschleunigte den Zusammenbruch der John Fairfax Holding. Daraufhin ging die Firma kurzfristig in den Besitz des später diskreditierten kanadischen Verlegers Conrad Black über. Bereits 1993 wurde die Firma wieder in eine öffentliche Aktiengesellschaft umgewandelt. Zwischenzeitlich besaß in dieser Phase auch der reichste Mann Australiens, der Medienunternehmer Kerry Packer, Anteile von Fairfax. Letzterer versuchte im selben Jahrzehnt noch eine komplette Übernahme von Fairfax, scheiterte aber mit seinem dafür eigens gegründeten Tourang Consortium. Sowohl Conrad Black als auch Kerry Packer mussten später ihre Anteile an Fairfax wegen Beschränkungen aufgeben, denen sie aufgrund ihrer Eigentümerschaft weiterer Medien ausgesetzt waren.
1995 erschien der Herald erstmals im Internet.
Am 18. Juni 2012 kündigte Fairfax Media an, dass der Herald ab März 2013 im Tabloid-Format erscheint. Das Tabloid-Format entspricht dem einer klassischen Boulevardzeitung. Auch die in Melbourne erscheinende Schwesterzeitung The Age sollte im selben Zeitraum in ein Tabloid umgewandelt werden. Die Website des Herald sollte zumindest teilweise kostenpflichtig werden. Am selben Tag wurden von Fairfax Media auch die Schließung der beiden größten Druckereien der Gruppe im Sydneyer Chullora und im Melbourner Tullamarine zu Juni 2013 und die Entlassung von 1900 Mitarbeitern innerhalb der nächsten drei Jahre angekündigt. Diese Ankündigungen standen im Zusammenhang mit dem voranschreitenden Einbruch des traditionellen Finanzierungsmodelles für Printmedien im Zeitalter des Internets. Von den sechs wöchentlichen Ausgaben des Herald erwirtschaftete nur noch die Wochenendausgabe Gewinne.